# Enotes lifuanus
Enotes lifuanus är en skalbaggsart som först beskrevs av Xavier Montrouzier 1861.  Enotes lifuanus ingår i släktet Enotes och familjen långhorningar. Inga underarter finns listade i Catalogue of Life.